# 多齿砂螺
多齿砂螺（学名：Gastrocopta armigerella）为牙蛹蝸牛科砂螺属的动物。

## 分佈
分布于日本以及中国大陆的湖南、湖北、河北、北京等地，生活环境为陆地，多栖息于潮湿的草丛中、石块落叶下以及石缝中。